# Navajo
Los navajos son el pueblo autóctono estadounidense más numeroso, ya que cuenta con unos 298 000 individuos. Viven en el suroeste de Estados Unidos, repartidos por los estados de Arizona, Nuevo México, Utah y Colorado. Navajo es el nombre que les dieron los primeros exploradores españoles al denominarlos "indios apaches de Navajó". Eran nómadas y se identificaban como enemigos de las tribus sedentarias, los españoles o novohispanos (posteriormente mexicanos) y los angloestadounidenses. Actualmente se han mezclado con otras etnias, incluyendo la blanca. A ellos pertenece la más extensa reserva individual de cualquier grupo nativo estadounidense, al abarcar más de 60 704 kilómetros cuadrados, llamada Nación Navajo.
Grupo de habla atabascana, tienen la peculiaridad de nombrar al color negro con dos palabras —una para mate y otra para el color negro brillante— y engloban los colores verde y azul en un solo nombre. Son originarios del Canadá y no emigraron al suroeste americano hasta el siglo XIII. Desde que entraron en contacto con los españoles, aprendieron a criar ovejas y a trabajar la plata y las piedras preciosas. En el siglo XIX tuvieron varios enfrentamientos violentos con las Fuerzas Armadas de los Estados Unidos, pero finalmente fueron sometidos.
Durante la Segunda Guerra Mundial, varios miles de navajos se unieron a las Fuerzas Armadas de los EE. UU., en las que fueron a menudo utilizados como operadores de radio hablando su lengua nativa, que no era comprendida por los japoneses. Esto ha quedado reflejado en el cine en varias películas, entre la que destaca Windtalkers, con Nicolas Cage como protagonista.
En la actualidad, la capital de los navajos está en Window Rock (Arizona). Están inmersos en una amplia variedad de empresas económicas que incluyen el cultivo, la minería y la producción y venta de alfombras tejidas, alfarería y joyería típica. Sin embargo, después de su derrota en las guerras indias y la consiguiente política de segregación racial sufrida desde entonces, "Hoy en día, el 42 % de la población navaja vive bajo el nivel de pobreza y el 48 % se encuentra en situación de desempleo. Los ingresos per cápita rondan los 7.200 dólares, cuando la media nacional es de 30.000. Solo un 7 % de los navajos posee un título universitario y todavía hoy hay miles de hogares sin electricidad y un 40 % de la población no tiene acceso a agua corriente. Los índices de criminalidad en la reserva son alarmantes, superiores a los de grandes ciudades como Boston o Seattle. La falta de recursos e infraestructuras a menudo se traduce en dificultades para acceder a alimentos saludables, de modo que casi un tercio de la nación padece diabetes".

## Etimología
El nombre "Navajo" proviene de finales del siglo XVIII a través del español "(Apaches de) Navajó", que se deriva del tewa navahū "campos agrícolas contiguos a un valle". Los navajos se llaman a sí mismos Diné,  "el pueblo".

## Sociedad
Como otros Apacheanos, los navajos fueron seminómadas desde el siglo XVI al XX. Sus grupos de parentesco extendido tenían áreas de viviendas estacionales para acomodar la ganadería, la agricultura y las prácticas de recolección. Como parte de su economía tradicional, los grupos navajos formaron grupos comerciales o de asalto, viajando distancias relativamente largas.
Históricamente, la estructura de la sociedad navajo es en gran medida un sistema matrilineal, en el que la familia de las mujeres poseía el ganado, viviendas, áreas de plantación y áreas de pastoreo para el ganado. Una vez casado, un hombre navajo seguiría la residencia matrilocal (no es el equivalente a matriarcal) y viviría con su esposa en su vivienda y cerca de la familia de su esposa. Las hijas (o, si fuera necesario, otras parientes femeninas) eran tradicionalmente quienes recibían la herencia de bienes. En casos de separación matrimonial, la mujer mantendría los bienes y los hijos. Los niños "nacen" y pertenecen al clan de la madre, y "nacen para" el clan del padre. El hermano mayor de la madre tiene un papel importante en la vida de sus hijos. Como adultos, los hombres representan el clan de su madre en la política tribal.
Ningún sexo puede vivir sin el otro en la cultura navajo. Los hombres y las mujeres son vistos como iguales contemporáneos, ya que se necesitan tanto un hombre como una mujer para reproducirse. Aunque las mujeres pueden soportar una carga mayor, la fertilidad es tan valorada que se espera que los hombres proporcionen recursos económicos (lo que se conoce como dote). El maíz es un símbolo de fertilidad en la cultura Navajo ya que comen maíz blanco en las ceremonias nupciales. Se considera inmoral y/o robo si uno no provee para el otro maíz en esa relación prematrimonial o matrimonial.

## Cultura
Los cambios culturales dieron como producto un cambio en su modo de vestir; debajo de su ropa exterior, el navajo llevaba su taparrabos indígena y solo se lo quitaban cuando se bañaban. Encima llevaban calzoncillos de calicó que llegan hasta las rodillas. En el dominio mexicano se portaban como pantalones. 
El navajo es el ejemplo viviente de la influencia de distintas culturas, ya que ha absorbido algo de todas ellas.dentro de sus artes destacan:
- La música tradicional navajo es siempre vocal, con la mayoría de los instrumentos musicales, que incluyen tambores, baquetas, sonajas, flautas, silbatos y Churingas, que se utilizan para acompañar el canto de tipos específicos de canciones [6], existiendo músicos destacados como R. Carlos Nakai.

- El arte textil navajo goza de gran prestigio y fue buscado como artículo comercial durante más de 150 años. La producción comercial de mantas y alfombras tejidas a mano ha sido un elemento importante de la economía navajo. Como escribió un historiador del arte: "Los sarapes navajos clásicos en su máxima expresión igualan la delicadeza y la sofisticación de cualquier tejido premecánico o de telar del mundo".[7]

La serie televisiva estadounidense Dark Winds de 2022 está ambientada y se desarrolla en una comunidad navajo, la cual proporciona un excelente acercamiento a la cultura del pueblo navajo.